# ویکتور دیویس
ویکتور دیویس (انگلیسی: Victor Davis; ۱۰ فوریهٔ ۱۹۶۴ – ۱۳ نوامبر ۱۹۸۹) یک شناگر اهل کانادا بود.
وی در مسابقات بین‌المللی در مجموع برندهٔ ۷ مدال طلا، ۷ مدال نقره، ۱ مدال برنز شده‌است.